# Holger Kellmeyer
Holger Kellmeyer (* 1981 im Saarland) ist ein deutscher Autor und Lehrer, der für seine literarischen Werke und sein Engagement im Bildungsbereich bekannt ist. Er wurde 1981 im Saarland geboren und begann bereits in jungen Jahren seine literarische Karriere.

## Leben und Karriere
Holger Kellmeyer wurde für seine schriftstellerischen Fähigkeiten frühzeitig anerkannt, als er mit 16 Jahren den Hans-Bernhard-Schiff-Literaturpreis (heute: Saarländischer Literatur Förderpreis) für seine Kurzgeschichte „Ein Tag“ erhielt. Diese Auszeichnung markierte den Beginn seiner literarischen Karriere. Während seiner Schulzeit trat er durch literarische Lesungen und Auftritte mit bekannten Künstlern wie Marcel Adam und Alice Hoffmann regional in Erscheinung.
Er studierte Germanistik und Philosophie an der Universität des Saarlandes auf Lehramt und schloss sein Staatsexamen erfolgreich ab. Heute arbeitet er als Lehrer an einem Gymnasium in Rheinland-Pfalz.
Kellmeyer publiziert seit 2017 auf seiner Homepage „das-odeon.de“ Lyrik, philosophische Essays, Kurzgeschichten und didaktisches Unterrichtsmaterial in Form eines Lehrerblogs. Er hat auch an verschiedenen literarischen Projekten teilgenommen, darunter die Benefizanthologie „HerzensAngelegenheiten“ im Artio Wortkunstverlag und das Benefiz-Anthologie-Projekt „100 Texte für den Frieden“ im Verlag Edition Schaumberg, bei dem er eng mit Matthias Schäfer und dem Autorenpaar Sebastian Bulker Jennifer Altkorn zusammenarbeitete. Hierbei trat er bei diversen Lesungen auf und moderierte gemeinsam mit dem Podcaster Dominik Hammes eine Benefizveranstaltung im Saarland.
Im Jahr 2023 veröffentlicht er im Auer Verlag (AAP-Lehrerwelt) Unterrichtsmaterial für die Fächer Ethik/Philosophie, das die Biografien von Philosophen mit Rätseln verknüpft. Dieses Material beinhaltet auch die Biografie und Theorien von Hannah Arendt.
Sein Debütroman „Ich bin Artemis“ erschien 2023 im Epyllion Verlag im Genre Mystery-Jugendliteratur. Der Roman erzählt die Geschichte einer Schülerin namens Artemis, die mit den Folgen eines Shitstorms und Mobbing konfrontiert wird und durch ein magisches Buch in eine mysteriöse Welt voller übernatürlicher Kräfte gezogen wird.
Im Jahr 2020 wurde Holger Kellmeyer mit dem Deutschen Lehrerpreis in der Kategorie „Lehrer innovativ“ ausgezeichnet.
Er lebt derzeit mit seiner Frau und seinen drei Kindern in Annweiler am Trifels.

## Werke
- 2023: Ich bin Artemis (2023) – Debütroman im Genre Mystery-Jugendliteratur; erschienen im Epyllion-Verlag.
- 2023: Unterrichtsmaterial im Auer Verlag (AAP-Lehrerwelt) – Holger Kellmeyer hat Unterrichtsmaterial veröffentlicht, das auf spielerische Weise Schülerinnen dazu anregt, große Denker und ihre philosophischen Texte kennenzulernen. Die Materialien enthalten altersgerechte philosophische Texte und bieten eine Abwechslung von kreativen Bildimpulsen, Erzähltexten und Rätseln. Dies ermöglicht Schülerinnen, moralisch-ethische Fragestellungen zu erforschen und die Denkweise verschiedener Philosophinnen spielerisch zu erkunden. Zu den behandelten Philosophen und Philosophinnen gehören unter anderem Sokrates, Mark Aurel, Lou Andreas-Salomé, Hannah Arendt und Immanuel Kant. Der Band enthält über 70 Kopiervorlagen, Erwartungshorizonte und didaktische Hinweise, um Lehrer bei der Umsetzung des Materials im Unterricht zu unterstützen.

## Auszeichnungen
- Hans-Bernhard-Schiff-Literaturpreis (1997) – Holger Kellmeyer wurde im Jahr 1997 mit dem Hans-Bernhard-Schiff-Literaturpreis ausgezeichnet. Bei dieser renommierten literarischen Auszeichnung lautete das Ausschreibungsthema „An der Aktualität geht die Wirklichkeit zugrunde“. Holger Kellmeyer gewann den Preis für seine Kurzgeschichte mit dem Titel „Ein Tag“.
- Deutscher Lehrkräftepreis – Unterricht innovativ: Im Jahr 2020 erhielt Holger Kellmeyer die Auszeichnung als außergewöhnliche Lehrkraft von der Heraeus Bildungsstiftung und dem Deutschen Philologen Verband. In der Begründung hieß es: „Hat Ausdauer, hat ein ausgeprägtes Fach- und Allgemeinwissen, ist hoch motiviert, herzlich, diskussionsfreudig und hilfsbereit, hat ein offenes Ohr für die Schüler:innen, macht eine kreative Unterrichtsgestaltung“[5]